# Nextworld
Nextworld (яп. 来るべき世界, Kitarubeki Sekai, укр. Наступний світ) — японська науково-фантастична манґа, написана та проілюстрована Осаму Тедзукою у 1951 році.
Це третій і останній твір у ранній науково-фантастичній трилогії Осаму Тедзуки, що складається з Lost World (1948), Metropolis (1949) і Nextworld (1951). Хоча це окремі, самодостатні історії, їх часто збирають разом у перевиданнях.

## Сюжет
Створений у часи, коли Холодна війна ставала дедалі гарячішою, Nextworld є пародією Осаму Тедзуки на напружені стосунки між США («Нація Зірок») та СРСР («Уранова Федерація»). Основна сюжетна лінія зосереджена на атомних випробуваннях, які створюють расу тварин-мутантів, відомих як фумуни, з екстрасенсорними здібностями та інтелектом, що перевищують людські, які розробляють план евакуації сотень тварин і невеликої групи людей з планети Земля. Причиною цього є велика токсична хмара, що наближається до Землі і загрожує знищити все живе. Тим часом дві ворогуючі наддержави все більше наближаються до конфронтації.

## Fumoon
Fumoon (яп. フウムーン) — японський науково-фантастичний аніме-фільм 1980 року, створений для щорічної 24-годинної благодійної програми Nippon Television Network під назвою Ai wa Chikyū o Suku (яп. 愛は地球を救う, «Любов рятує Землю»). Його сюжет заснований на Nextworld.

### Сюжет
Аніме-фільм схожий, але в ньому немає персонажів з манги. Ще одна відмінність полягає в тому, що Кенічі (персонаж, який також з’являється в манзі Metropolis та її аніме-адаптації) є підлітком у фільмі, тоді як у манзі він є дитиною.